# 会津カレー焼きそば
会津カレー焼きそば（あいづカレーやきそば）とは、福島県会津若松市のご当地グルメで、焼きそばにカレーのルーをかけた料理である。

## 概要
会津若松市の食堂「トミーフード」が焼きそばにカレーをかけて提供したのが始まり。安さとボリュームが高校生らに受け、やがてほかの飲食店にも広がった。この料理を会津若松市の名物料理として全国に発信しようと、2010年11月に同市の18の飲食店が「会津カレー焼きそばの会」を設立させ、活動をしている。